# Gabriel Obertan
Gabriel Obertan là một cầu thủ bóng đá người Pháp hiện đang chơi cho câu lạc bộ Newcastle United của Anh.
Anh sinh ngày 26 tháng 2 năm 1989 tại Pantin. Anh chơi vị trí Tiền vệ cánh và cũng có thể đá ở vị trí Tiền vệ Trung tâm và Tiền đạo.Anh cũng từng là thành viên của học viện danh tiếng Clairefontaine. Obertan bắt đâug sự nghiệp Bóng đá chuyên nghiệp của mình tại câu lạc bộ Bordeaux (pháp) trước khi gia nhập Manchester United với một mức phí không được tiết lộ vào tháng 7 năm 2009. Obertan là thành viên của Đội tuyển U21 Pháp tham dự giải 2009 Toulon Tournament, bản thân anh cũng được bầu chọn là cầu thủ xuất sắc nhất trong trận chung kết

Mặc dù đã là thành viên của các đội tuyển U16 Pháp, U17 Pháp, U18 Pháp, U19 Pháp, U21 Pháp nhưng Obertan vẫn chưa được gọi vào đội tuyển Pháp một lần nào.

## Danh hiệu

### Câu lạc bộ
Bordeaux
- Ligue 1 (1): 2008–09
- Siêu cúp bóng đá Pháp (1): 2008

### Cá nhân
- Cầu thủ xuất sắc nhất 2009 Toulon Tournament[4]

## Thống kê sự nghiệp
Tính đến ngày 24 tháng 5 năm 2015
| Câu lạc bộ        | Mùa giải       | Giải đấu | Giải đấu  | Cúp quốc gia | Cúp quốc gia | League Cup | League Cup | Châu Âu | Châu Âu   | Khác   | Khác      | Tổng cộng | Tổng cộng |
| Câu lạc bộ        | Mùa giải       | Ra sân   | Bàn thắng | Ra sân       | Bàn thắng    | Ra sân     | Bàn thắng  | Ra sân  | Bàn thắng | Ra sân | Bàn thắng | Ra sân    | Bàn thắng |
| ----------------- | -------------- | -------- | --------- | ------------ | ------------ | ---------- | ---------- | ------- | --------- | ------ | --------- | --------- | --------- |
| Bordeaux          | 2006–07        | 17       | 1         | 1            | 0            | 1          | 0          | 4       | 0         | 0      | 0         | 23        | 1         |
| Bordeaux          | 2007–08        | 26       | 2         | 3            | 0            | 1          | 1          | 7       | 0         | 0      | 0         | 37        | 3         |
| Bordeaux          | 2008–09        | 11       | 0         | 1            | 0            | 1          | 2          | 5       | 0         | 1      | 0         | 19        | 2         |
| Bordeaux          | Tổng           | 54       | 3         | 5            | 0            | 3          | 3          | 16      | 0         | 1      | 0         | 79        | 6         |
| Lorient (mượn)    | 2008–09        | 15       | 1         | 2            | 1            | 0          | 0          | 0       | 0         | 0      | 0         | 17        | 2         |
| Manchester United | 2009–10        | 7        | 0         | 1            | 0            | 2          | 0          | 3       | 0         | 0      | 0         | 13        | 0         |
| Manchester United | 2010–11        | 6        | 0         | 0            | 0            | 2          | 0          | 3       | 1         | 0      | 0         | 11        | 1         |
| Manchester United | Tổng           | 13       | 0         | 1            | 0            | 4          | 0          | 6       | 1         | 0      | 0         | 24        | 3         |
| Newcastle United  | 2011–12        | 23       | 1         | 0            | 0            | 2          | 0          | –       | –         | –      | –         | 25        | 1         |
| Newcastle United  | 2012–13        | 14       | 0         | 1            | 0            | 1          | 0          | 8       | 1         | –      | –         | 24        | 1         |
| Newcastle United  | 2013–14        | 3        | 0         | 1            | 0            | 1          | 0          | 0       | 0         | –      | –         | 5         | 0         |
| Newcastle United  | 2014–15        | 13       | 1         | 0            | 0            | 3          | 0          | 0       | 0         | –      | –         | 16        | 1         |
| Newcastle United  | Tổng           | 53       | 2         | 2            | 0            | 7          | 0          | 8       | 1         | 0      | 0         | 69        | 3         |
| Tổng sự nghiệp    | Tổng sự nghiệp | 137      | 6         | 12           | 1            | 15         | 3          | 30      | 2         | 1      | 0         | 193       | 12        |